# Sistemas de irrigación aflaj
Los sistemas de irrigación aflaj son antiguos canales de agua del año 500 d. C. ubicados en las regiones de Dakhiliyah, Sharqiyah y Batinah de Omán. En el año 2006 cinco zonas de aflaj que representan cerca de tres millares de sistemas de irrigación en uso fueron declarados de Patrimonio de la Humanidad por la Unesco. 

## Descripción
Los orígenes de este sistema de irrigación datan probablemente del siglo VI, existen pruebas arqueológicas que manifiestan la existencia de sistemas precursores en el año 2500 a. C. Aflaj es, en lengua árabe, el plural de falaj, que significa división equitativa de parcelas y recursos escasos, para asegurar la sostenibilidad. Usando la gravedad, el agua es canalizada desde fuentes subterráneas o manantiales para la agricultura y los usos domésticos, muchas veces a lo largo de varios kilómetros. La efectiva y justa gestión, las particiones del agua en aldeas y villas está todavía orientada por la dependencia mutua, valores comunales y observaciones astronómicas. Numerosas torres de vigilancia fueron construidas para observar y defender los sistemas de regadío y conducción del agua.
Otros edificios protegidos por la Unesco son las mezquitas, casas y locales de subasta de derechos del agua. El sistema se encuentra actualmente amenazado debido al bajo nivel de los caudales provenientes de los acuíferos subterráneos.